# Ernestia subglabra
Ernestia subglabra är en tvåhjärtbladig växtart som beskrevs av John Julius Wurdack. Ernestia subglabra ingår i släktet Ernestia och familjen Melastomataceae.
Artens utbredningsområde är Franska Guyana. Inga underarter finns listade i Catalogue of Life.